# 御手洗玄洋
御手洗 玄洋（みたらい げんよう、1921年<大正10年>1月5日 - 2015年<平成27年>6月28日）は、日本の医学者。名古屋大学名誉教授。宇宙医学と視覚生理学の分野での功績で知られている。1995年（平成7年）、勲三等旭日中綬章受章。大分県佐伯市出身。

## 経歴[1][2]
- 1946年（昭和21年）9月、名古屋帝国大学医学部卒業
- 1947年（昭和22年）1月、名古屋帝国大学医学部附属病院勝沼内科（第一内科教室）修練副手

同年10月1日、名古屋帝国大学が名古屋大学に改称される。
- 1947年（昭和22年）10月、医師免許証下附
- 1948年（昭和23年）2月、名古屋大学環境医学研究所文部教官

- 1948年（昭和23年）から1949年（昭和24年）にかけ、東北大学へ内地留学。本川弘一教授のもとで視覚研究に関する電気生理学の手法を学んだ。

- 1950年（昭和25年）1月に内地留学から戻った後、肺結核になり，約1年間研究を休んだ。療養のため大分県佐伯市の生家で過ごした[3]。

- 1950年（昭和25年）12月、名古屋大学環境医学研究所助手
- 1954年（昭和29年）2月、医学博士の学位授与
- 1956年（昭和31年）7月、名古屋大学環境医学研究所助教授

- 1959年（昭和34年）7月から2年間、文部省在外派遣研究員としてベネズエラへ留学。

グンナー・スヴァエティチン博士からの誘いがあり、ベネズエラ国立科学研究所にてスヴァエティチン博士と共同研究を行った。
- 1962年、帰国。
- 1967年（昭和42 年）5 月、名古屋大学環境医学研究所教授（第5部門航空医学を担当）
- 1978年（昭和53年）から1979年まで、宇宙開発委員会専門委員を務めた。
- 1979年（昭和54年）、宇宙開発事業団（NASDA）のスペースシャトル利用委員会が設立され、当初から委員を務めた。1984年（昭和59年）の定年退官まで務め、日本の宇宙実験に尽力した。

- 1983年（昭和58年）4 月、名古屋大学環境医学研究所長
- 1984年（昭和59年）4月、名古屋大学停年退官
- 同年、中京大学体育学部教授
- 1989年（昭和64年）、中京大学体育学部長
- 1992年（平成4年）、中京大学長代行、停年退官

- 1995年（平成7年）、勲三等旭日中綬章 受章

## 私生活
私生活では俳句と書道を嗜んだ。肺炎療養中であった俳人の山口誓子と知り合い、俳句を学んだ。
伯父はキヤノン創設者の御手洗毅。弟の御手洗冨士夫はキヤノン会長兼社長を務める。元キヤノン社長の御手洗肇は従兄にあたる。